# Sagrado Coração do Cristo Rei (diaconia)
Sagrado Coração do Cristo Rei (em latim, Sacro Cordis Christi Regis) é uma diaconia instituída em 5 de fevereiro de 1965, pelo Papa Paulo VI, por meio da constituição apostólica Sacrum Cardinalium Collegium. Sua igreja titular é Sacro Cuore di Cristo Re.

## Titulares protetores
- Dino Staffa, título pro illa vice (1967-1976)
- Bernardin Gantin (1977-1984); título pro illa vice (1984-1986)
- Jacques-Paul Martin (1988-1992)
- Carlo Furno (1994-2005); título pro illa vice (2005-2006)
- Stanisław Ryłko (2007- )